# Arquitectura ucraniana

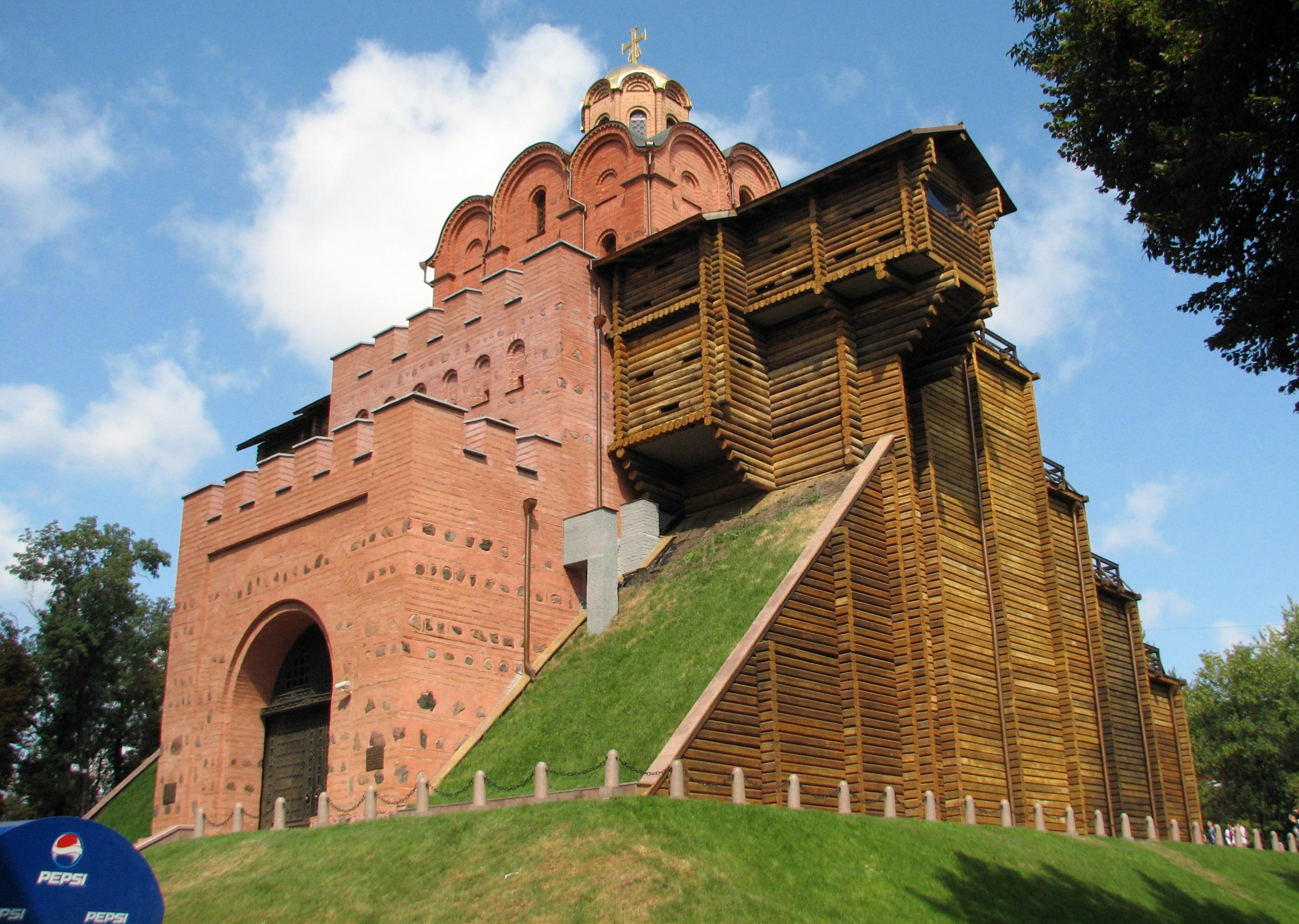
La Puerta Dorada de Kiev, mayormente reconstruida, la original data de 1100

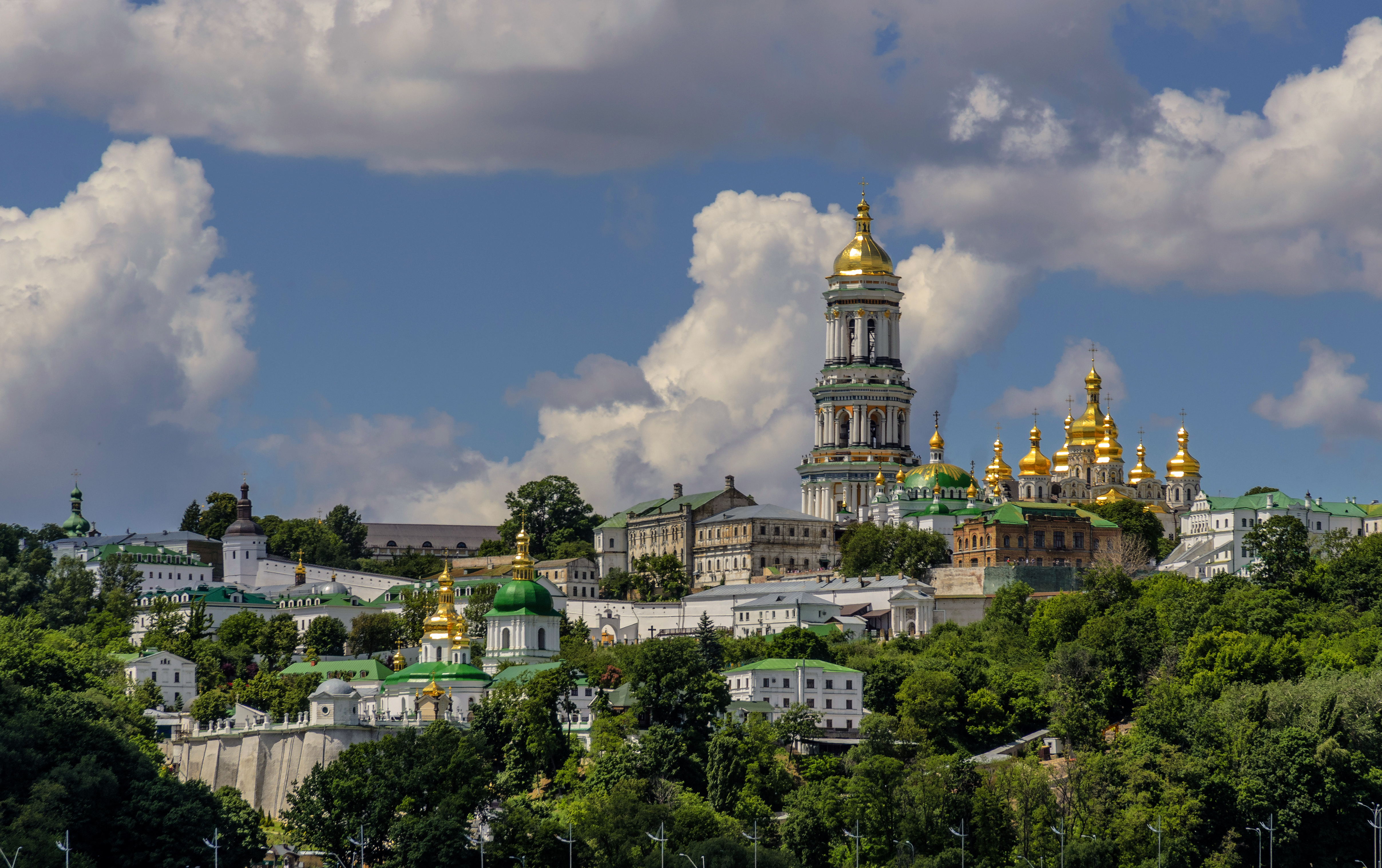
Las diversas estructuras del Monasterio de las Cuevas de Kiev datan de diferentes períodos de tiempo y, a través de sus estilos, ofrecen una visión de la historia de Ucrania y de la rica artesanía que se desarrolló a través de los siglos.

La arquitectura ucraniana tiene sus raíces iniciales en el estado eslavo oriental de la Rus de Kiev. Luego de la invasión mongola de la Rus de Kiev, la historia arquitectónica continuó gracias al principado de Galicia-Volinia y el Gran Ducado de Lituania. Durante la época de los cosacos de Zaporiya, se desarrolló un estilo único y propio de Ucrania bajo la influencia de la Mancomunidad de Polonia-Lituania .
Después de la unión con el Zarato de Rusia, la arquitectura en Ucrania comenzó a desarrollarse en diferentes direcciones: muchas estructuras en el área oriental, gobernada por Rusia, se construyeron en siguiendo los estilos de la arquitectura rusa de ese período, mientras que en la Galicia occidental se desarrollaron las influencias arquitectónicas austrohúngaras. Los motivos nacionales ucranianos se serían usados durante el período de la Unión Soviética y en la Ucrania independiente moderna.

## Rus medieval (988–1230)

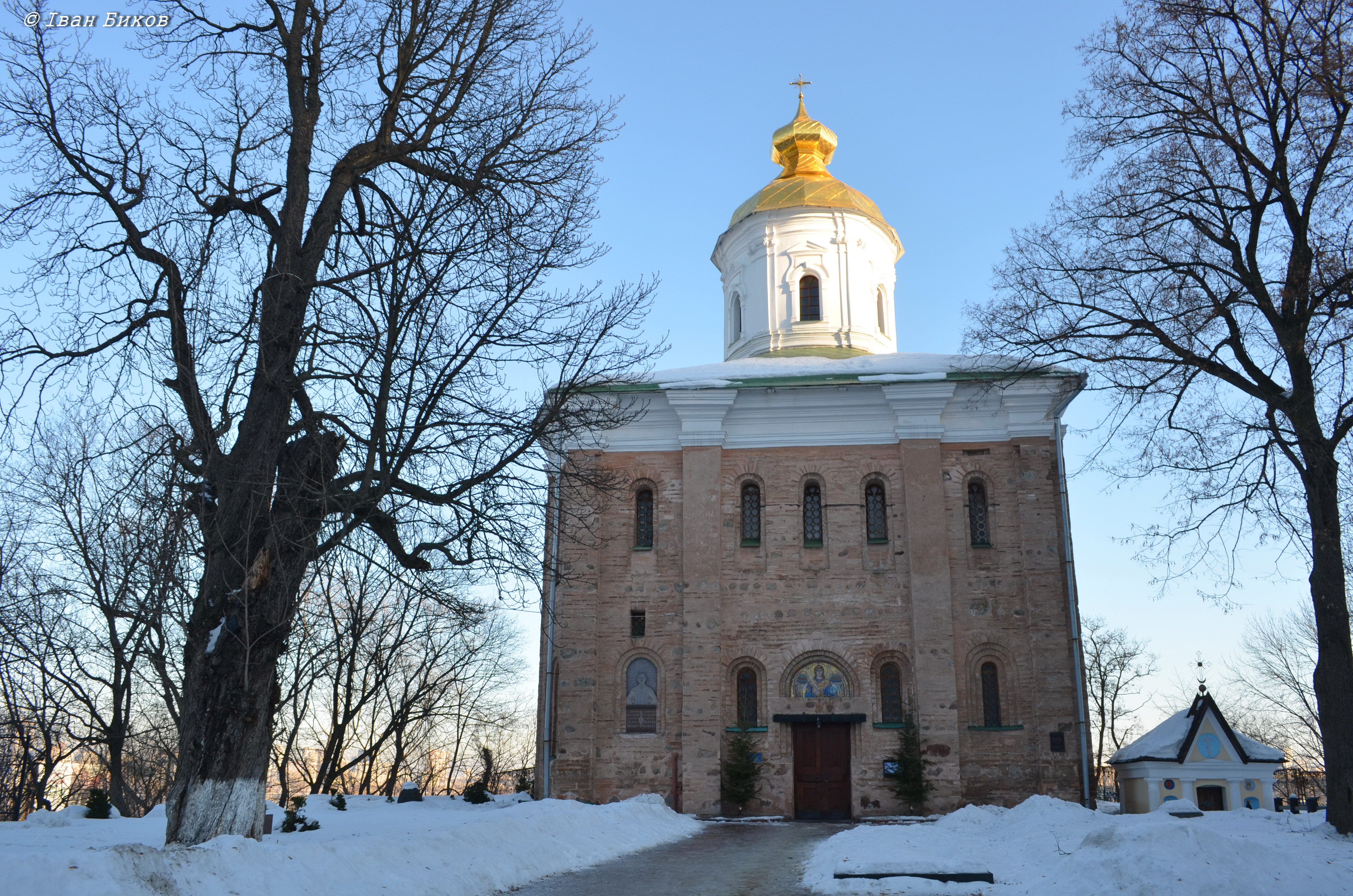
Iglesia de San Miguel (Monasterio de Vydubychi, Kiev), construida entre 1070 y 1088

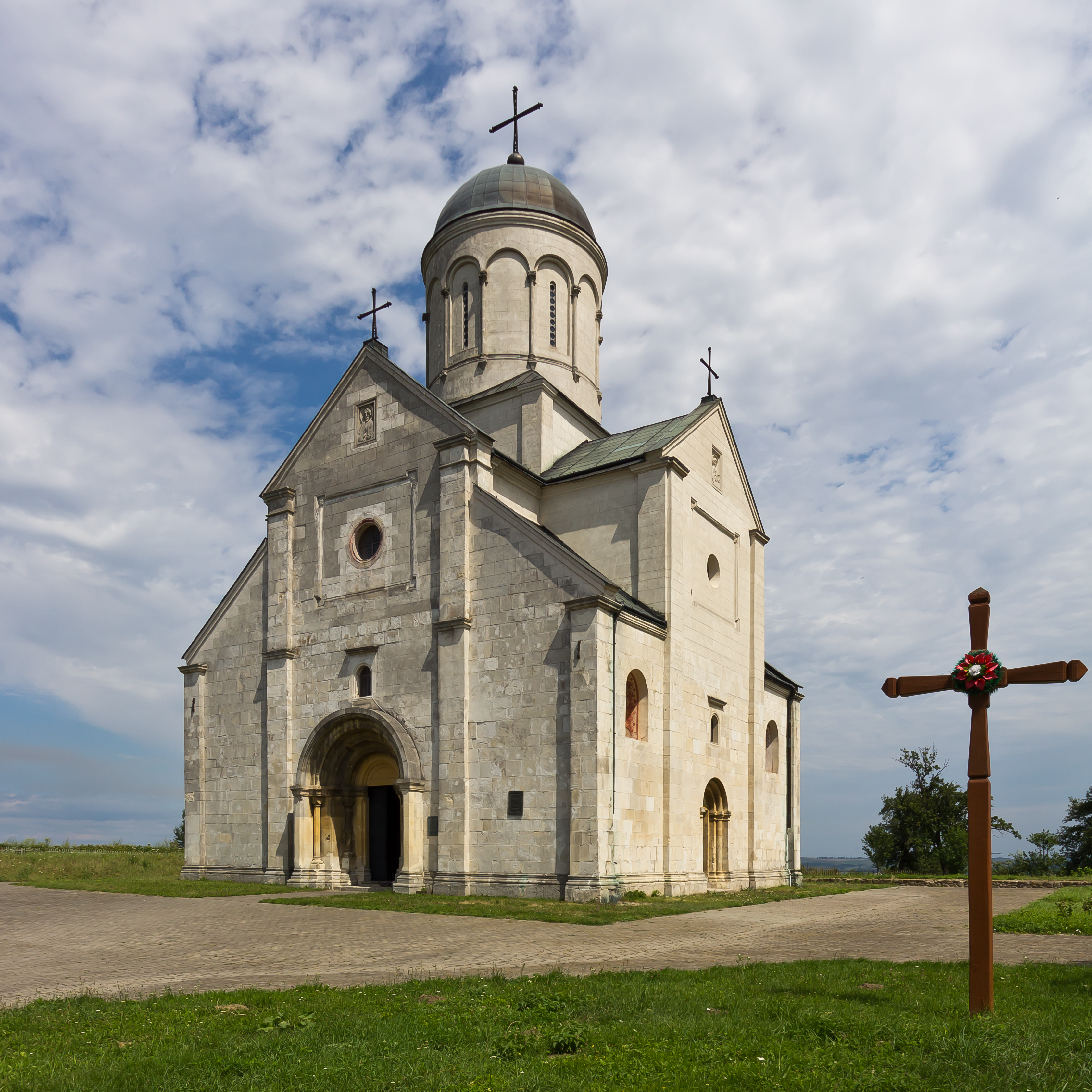
Iglesia de San Pantaleón (Panteleimon) en Shevchenkove, 1194

El estado medieval de la Rus de Kiev fue el predecesor de los estados modernos de Ucrania, Rusia y Bielorrusia y sus respectivas culturas, lo que incluye la arquitectura.
Las grandes iglesias construidas después de la adopción del cristianismo en 988 fueron los primeros ejemplos de arquitectura monumental en las tierras eslavas orientales. El estilo arquitectónico del Estado de Kiev, que se estableció rápidamente y estuvo influenciado por el bizantino. Las primeras iglesias ortodoxas orientales estaban hechas principalmente de madera. Las grandes catedrales a menudo presentaban decenas de pequeñas cúpulas, lo que llevó a algunos historiadores del arte a tomar esto como una indicación de la apariencia de los templos eslavos paganos precristianos. Aunque la arquitectura de los primeros tiempos de la Rus de Kiev es de un estilo similar, con el tiempo divergió en varios estilos locales.  Los principales estilos que se encuentran en el territorio de Ucrania son las escuelas de arquitectura de Kiev-Chernigov, Galicia y Volinia.
Varios ejemplos de estas iglesias sobreviven hasta nuestros días. Sin embargo, entre los siglos XVI y XVIII, muchas de ellas fueron reconstruidas exteriormente según el estilo barroco ucraniano. Algunos ejemplos son la gran Catedral de Santa Sofía (el año 1017 es el registro más antiguo de su fundación), la iglesia del Salvador en Berestove (construida entre 1113 y 1125) y la iglesia de San Cirilo, del siglo XII aproximadamente. Todas estas iglesias aun existen en la capital ucraniana.
Varios edificios fueron reconstruidos entre finales del siglo XIX y principios del XX, tales como: la catedral de la Dormición en Volodymyr, construida en 1160 y reconstruida entre 1896 y 1900; la iglesia de San Basilio en Ovruch, construida en 1190 y reconstruida desde 1907 hasta 1909; la Iglesia de Piatnytska en Chernihiv, construida en 1201 y reconstruida a finales de la década de 1940; la Puerta Dorada de Kyiv, construida en 1037 y reconstruida en 1982; y la iglesia de San Pantaleón cerca de Hálych, construida en 1200 y reconstruida en 1998.
Se ha conservado poca arquitectura secular o vernácula de la Rus de Kiev .

## Época cosaca

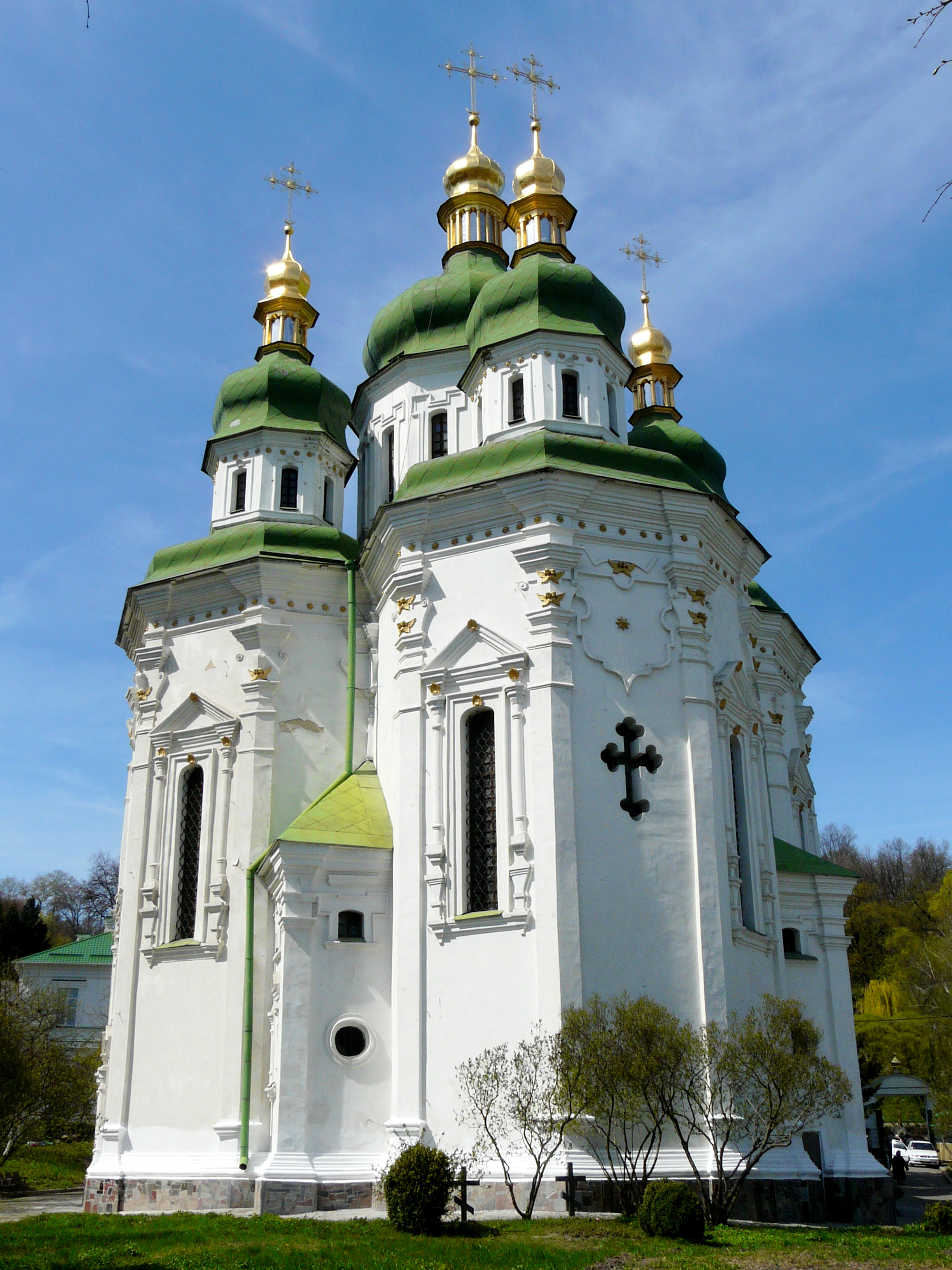
Catedral de San Jorge del Monasterio de Vidubichi, Kiev (1696)

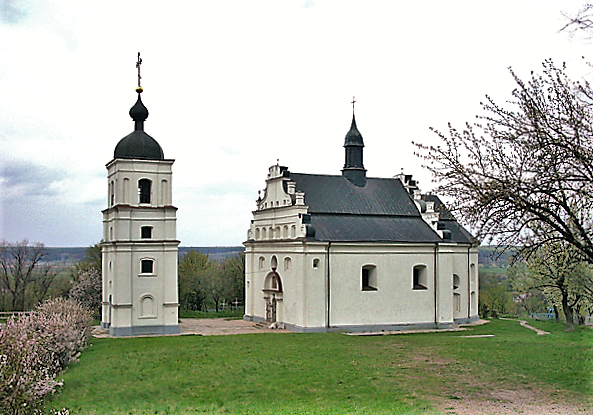
Una iglesia en Súbotiv, el lugar de nacimiento del hetman ucraniano Bogdán Jmelnitski

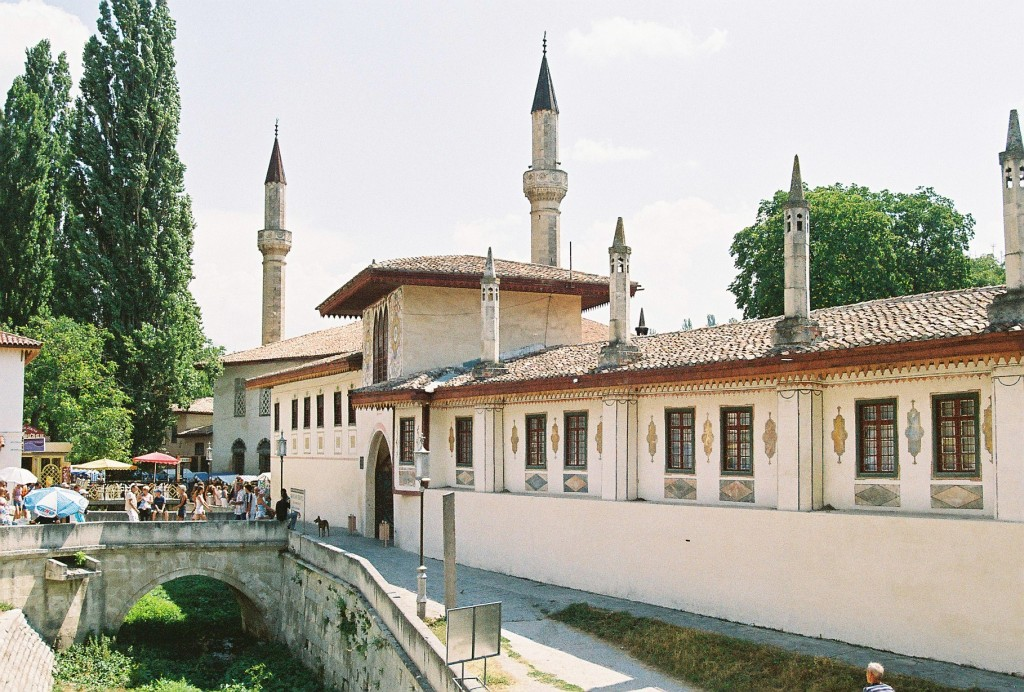
Palacio de Bakhchysarai

### Barroco ucraniano temprano
El barroco ucraniano surgió durante la época del Hetmanato, entre los siglos XVII y XVIII. La arquitectura barroca ucraniana fue representativa de la aristocracia cosaca,  se distingue del barroco de Europa occidental porque sus diseños eran más constructivistas, tenían una ornamentación moderada y eran más simples en sus formas. 
Durante los siglos XVII y XVIII, la mayoría de las iglesias medievales de la Rus fueron rediseñadas y ampliadas significativamente, se construyeron cúpulas adicionales y se incluyó una elaborada ornamentación exterior e interior.
Entre los primeros ejemplos del barroco ucraniano se encuentra la catedral de San Nicolás en Nizhyn. Entre los ejemplos famosos de la arquitectura barroca ucraniana se incluyen el Monasterio de las Cuevas de Kyiv, el Monasterio de Vidubichi, el Monasterio Laura de Pochaiv y el Monasterio de la Trinidad de Chernígov.

### Arquitectura tártara de Crimea
Durante la existencia del Kanato de Crimea, se erigieron varias construcciones inspiradas en motivos islámicos. El más famoso fue el Palacio del Kan de Bajchisarái, diseñado por un equipo combinado de arquitectos persas, turcos e italianos. Otros monumentos de este período incluyen varias mezquitas y türbes .

### Ejemplos de barroco ucraniano tardío
- Reconstrucción de la catedral de Sofía de Kiev
- Estación de tren Kyiv-Pasazhyrskyi

## Período imperial

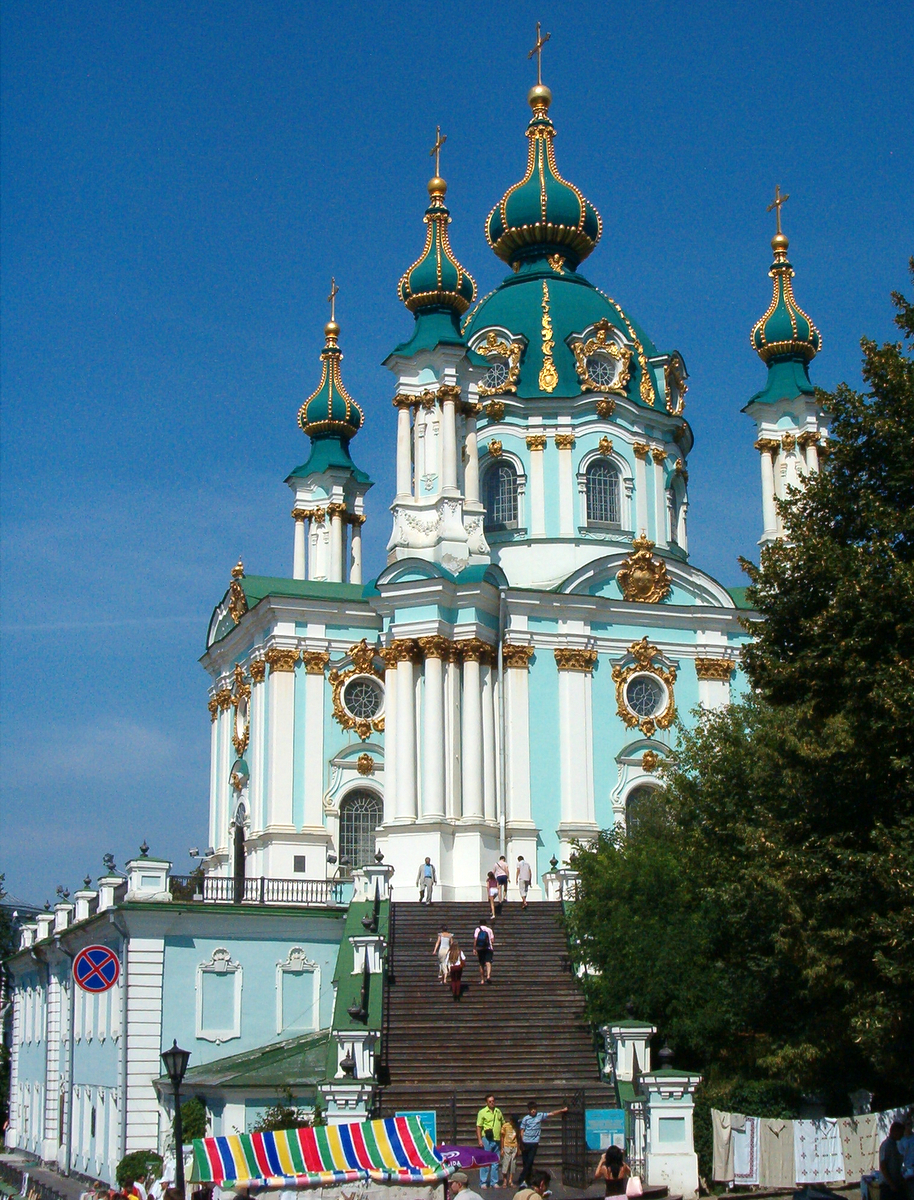
Iglesia de San Andrés, un famoso ejemplo de arquitectura barroca del siglo XVIII

### Imperio ruso
A medida que Ucrania Oriental y Central se integraban cada vez más al Imperio ruso, los arquitectos rusos tuvieron la oportunidad de realizar sus proyectos en el paisaje que ofrecían muchas ciudades y regiones ucranianas. La iglesia de San Andrés de Kyiv (1747-1754), construida por Bartolomeo Rastrelli, es un notable ejemplo de arquitectura barroca, y su ubicación en la cima de la montaña de Kiev la convirtió en uno de los monumentos más famosos de la ciudad. Una contribución igualmente notable de Rastrelli fue el Palacio Mariinski, que fue construido para ser residencia de verano de la emperatriz Isabel I de Rusia.

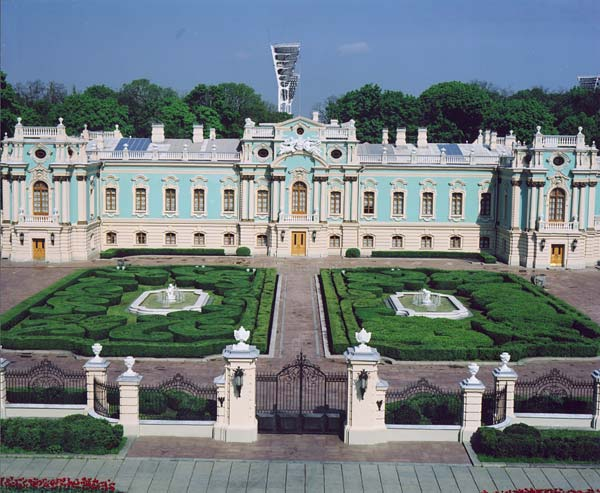
Palacio Mariinskyi

Durante el gobierno del último Hetman de Ucrania, Kirill Razumovsky, muchas de las ciudades del Hetmanato cosaco, como Hlújiv, Baturin y Kozelets, tuvieron proyectos construidos por Andrey Kvasov, el arquitecto designado para la Pequeña Rusia.
Rusia, tras ganar sucesivas guerras contra el Imperio Otomano y su vasallo, el Kanato de Crimea, acabó anexando todo el sur de Ucrania y Crimea. Estas tierras, rebautizadas como Nueva Rusia, fueron colonizadas y se fundaron nuevas ciudades como Nikolaiev, Odesa, Jersón y Sebastopol. Cada una con ejemplos notables de la arquitectura imperial rusa. Algunos de ellos con el estilo neoclásico de poripo de la época, como: el Palacio Kachanivka, el Observatorio de Mykolaiv, el Monasterio de la Transfiguración en Novhorod-Siverskyi y la Mansión Samchyky .

### Imperio austrohúngaro
Las partes occidentales de Ucrania que alguna vez fueron parte del imperio austrohúngaro albergan algunos ejemplos destacados de la arquitectura centroeuropea del siglo XIX, como el Teatro de Ópera y Ballet de Lviv.

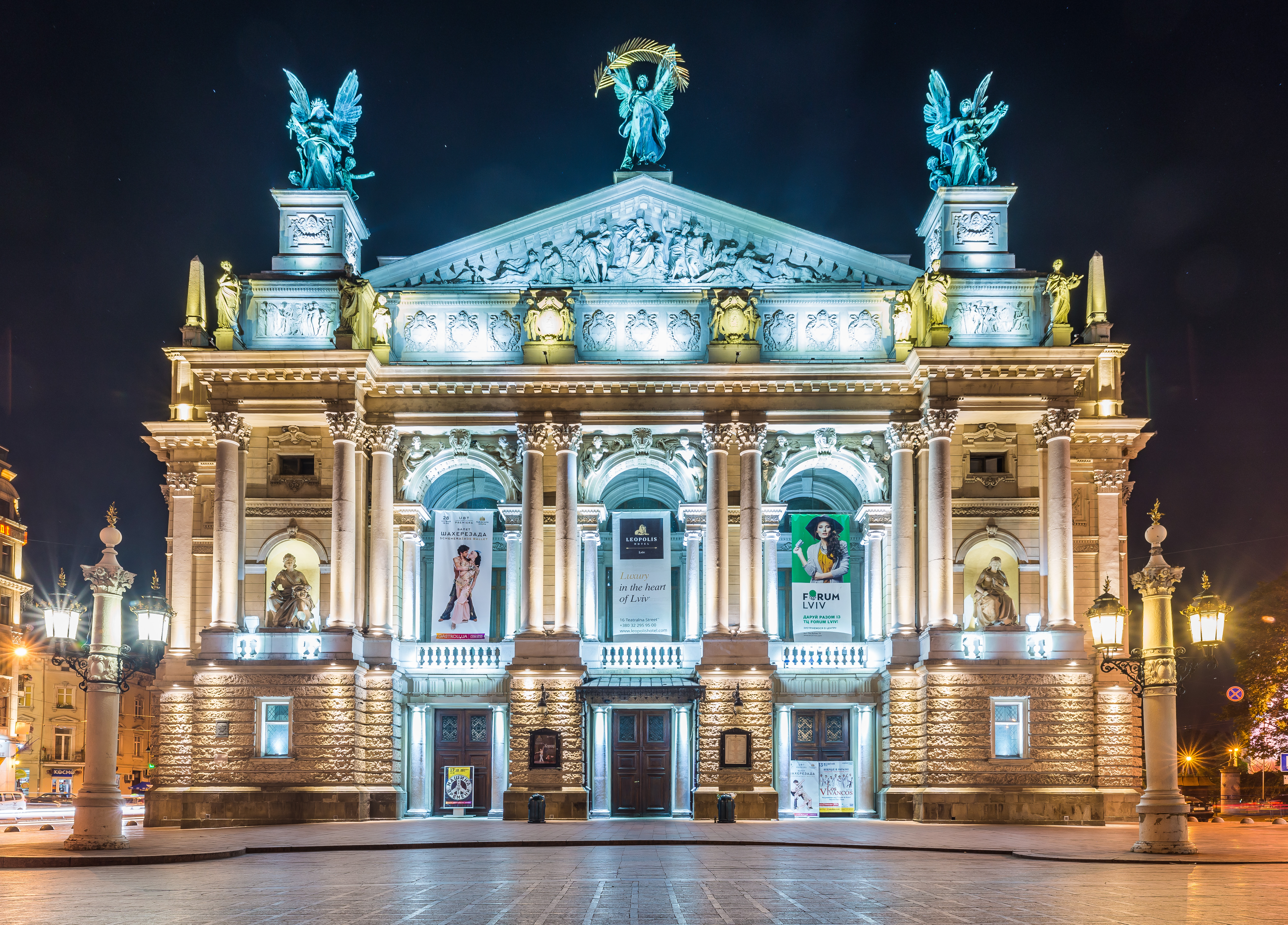
Teatro de Ópera y Ballet de Lviv

## Arquitectura vernácula
El término arquitectura vernácula también hace referencia a la arquitectura popular, y se asocia, generalmente, con el otro extremo del espectro de los edificios diseñados profesionalmente por arquitectos. El conocimiento constructivo en la arquitectura vernácula se basa en tradiciones locales y, por tanto, en gran medida, en conocimientos transmitidos de generación en generación. Cada región de Ucrania tenía su propio estilo distintivo de arquitectura vernácula. Por ejemplo, en los montes Cárpatos y las colinas circundantes, la madera y la arcilla son los principales materiales de construcción tradicionales.
|                 |
| Cabaña de Taras |

|             |
| Casa Hutsul |

|        |
| Molino |

|                                              |
| Iglesia en Raion de Uman, Oblast de Cherkasy |

|                                      |
| Iglesia de San Nicolás en Borochyche |

|                                             |
| Museo de acabados decorativos en Pereiaslav |

|              |
| Casa antigua |

|                   |
| Casa del siglo XI |

### Iglesias de madera en el oeste de Ucrania

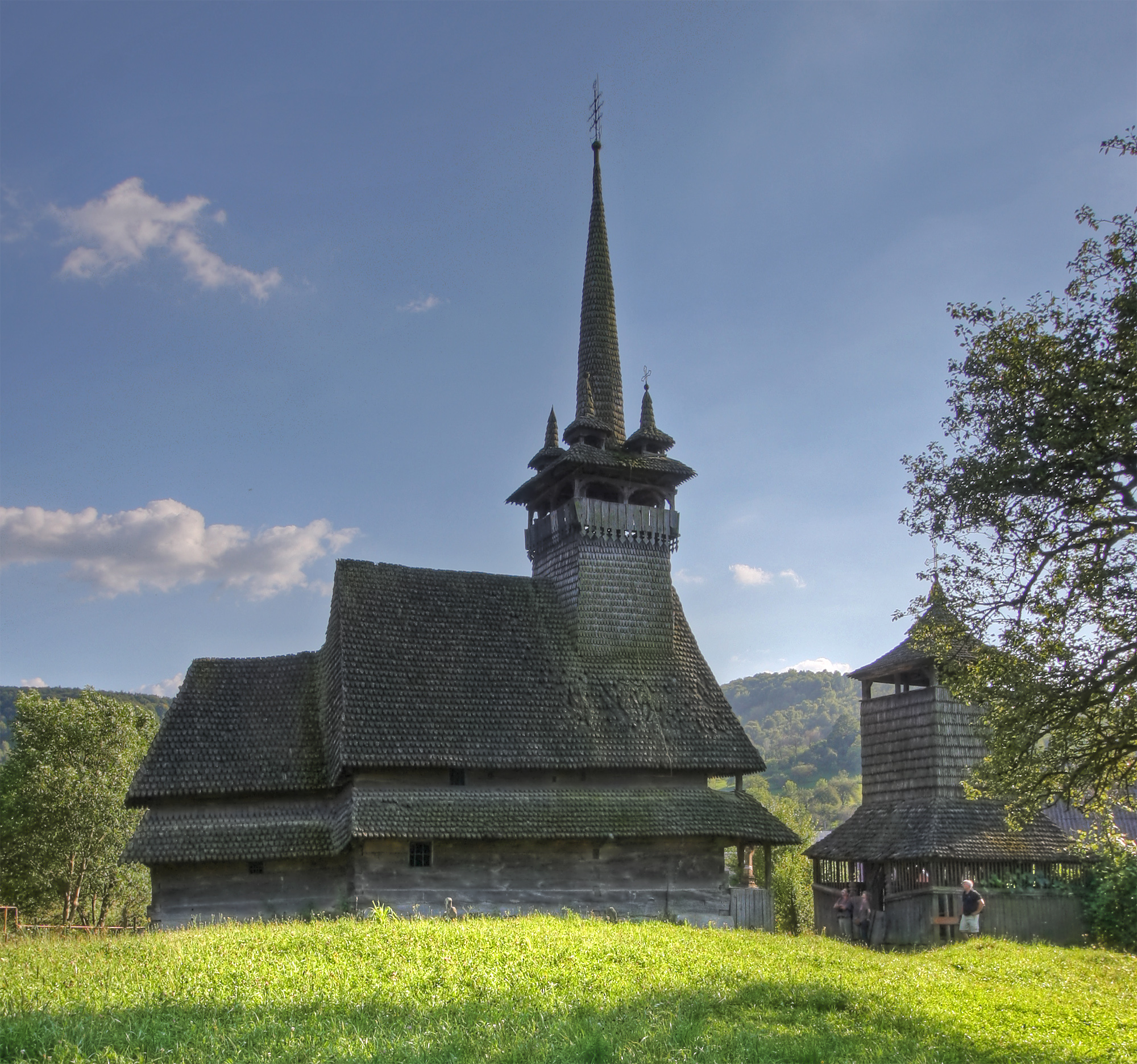
Iglesia de Santa Paraskeva, Óblast de Zakarpatia
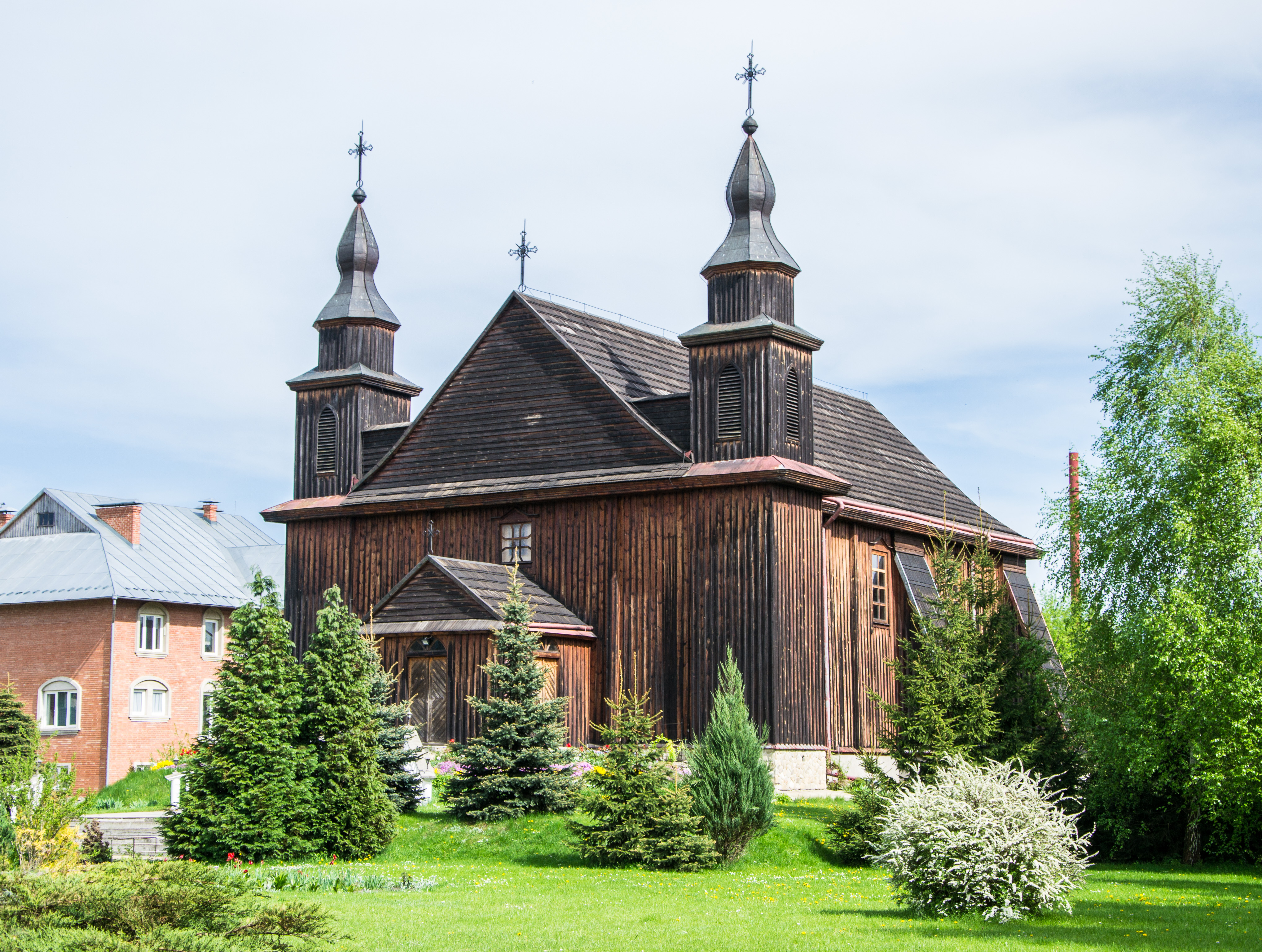
Iglesia de Santa Ana, Kovel
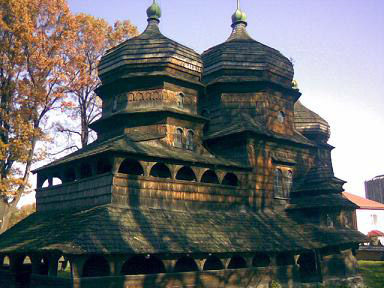
Iglesia de San Jorge, Drohobych
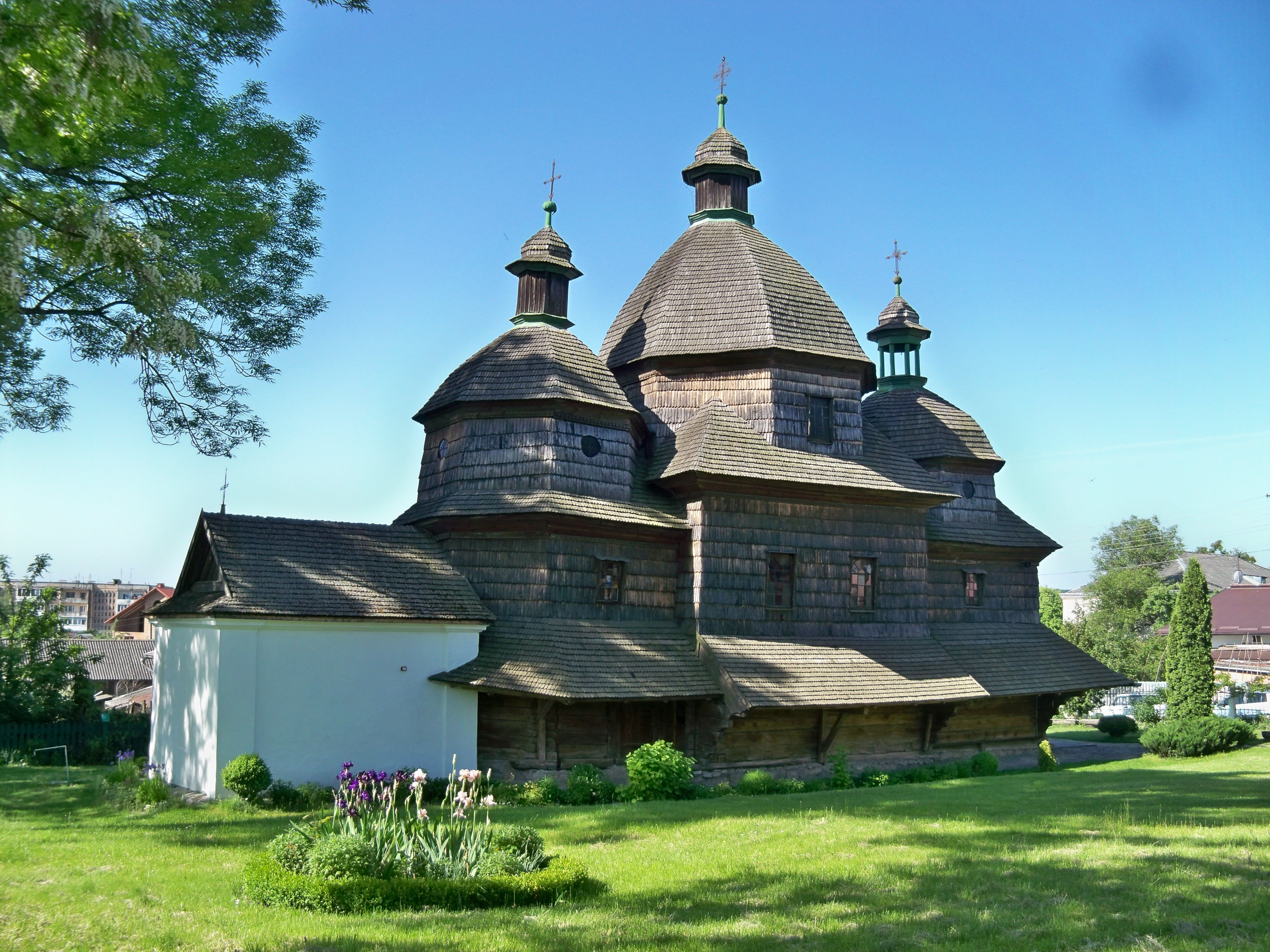
Iglesia de la Santísima Trinidad, Zhovkva

## Ejemplos de arquitectura de finales delsigloXIXy principios delXX

### Ucrania central y meridional
- Casa Ginzburg en Kyiv
- Casa con quimeras en Kyiv
- Catedral de San Volodymyr en Kyiv
- Ópera Nacional de Ucrania en Kyiv
- Edificio Zemstvo de la Gobernación de Poltava
- Centro histórico de Odesa - Declarado Patrimonio de la Humanidad por la UNESCO
- Centro histórico de Kropyvnytskyi

### Ucrania occidental
- Centro histórico de Lviv - Declarado Patrimonio de la Humanidad por la UNESCO
- Edificio de la Universidad de Chernivtsi - Declarado Patrimonio de la Humanidad por la UNESCO
- Terminal ferroviaria de Lviv

|                                                         |
| Residencia de los Metropolitanos de Bukovina y Dalmacia |

|                      |
| Palacio de Massandra |

|                           |
| Catedral de San Volodimyr |

|                                         |
| Teatro de la Ópera y el ballet de Odesa |

|                                         |
| Iglesia de Santa Olga e Isabel en Lviv. |

|                      |
| House with Chimaeras |

|                                        |
| Edificio del Banco Nacional de Ucrania |

|                                 |
| Edificio del Semstvo de Poltava |

|                        |
| Calle en Kropyvnytskyi |

## Unión Soviética
Después de la Revolución de Octubre y la guerra civil rusa en la que también estuvo involucrada Ucrania, la mayor parte del territorio ucraniano fue incorporado a la nueva República Socialista Soviética de Ucrania. Durante este período se realizaron grandes esfuerzos para desarrollar un estilo arquitectónico ucraniano separado del ruso.

### Capital Járkiv (1917-1934)

La enorme Plaza de la Libertad en Járkiv, construída entre 1925 y 1953, combina características del constructivismo temprano con las del estalinismo tardío. Fue el primer gran proyecto arquitectónico de la Ucrania soviética.

Durante los primeros años del régimen soviético, las políticas de ucranización hicieron que muchos arquitectos ucranianos se motivaran a utilizar motivos nacionales. Al mismo tiempo, la arquitectura se estandarizó y todas las ciudades recibieron planes generales de desarrollo para su construcción. Sin embargo, los motivos nacionales no fueron tomados en cuenta ya que la nueva moda arquitectónica para el gobierno pasó a ser el constructivismo .
En la Ucrania soviética, durante los primeros 15 años, la capital fue la ciudad oriental de Járkov. Inmediatamente se desarrolló un gran proyecto para cambiar "su cara burguesa-capitalista" y crear una nueva cara socialista. El joven arquitecto Viktor Trotsenko propuso una gran plaza central con grandes edificios modernos para convertirse en el centro de la capital. Así nació la Plaza Dzerzhinsky (Actualmente Plaza de la Libertad), que se convertiría en el ejemplo más brillante de arquitectura constructivista en la URSS y en el extranjero. Además, es la tercera plaza más grande del mundo hasta la fecha.
De todos, el más famoso fue el enorme edificio Derzhprom, que se convertiría en un símbolo no sólo de Járkiv, sino del constructivismo en general. Diseñado por los arquitectos Sergei Serafimov, S. Kravets y M. Felger, se convertiría en la estructura más alta de Europa y su característica única reside en la simetría que sólo se puede percibir en un punto, en el centro de la plaza. Como un tributo a la ingeniería del diseño por la Universidad Técnica de Járkiv, ninguno de los intentos de destruir el edificio durante la Segunda Guerra Mundial tuvo éxito, y hoy en día sigue siendo el símbolo de Járkiv.
Sin embargo, otros lugares de la plaza fueron menos afortunados. Tal fue el destino de la Casa de Proyectos (actualmente la Universidad de Járkiv), que también fue diseñada por Serafimov y construida para simetrizar el Derzhprom en la curvatura de la plaza; también fue considerado un logro monumental del constructivismo. Sin embargo, durante la guerra sufrió graves daños y fue reconstruido en un estilo semiestalinista que dejó poco del edificio original intacto. 

### Capital: Kyiv (1934–1991)

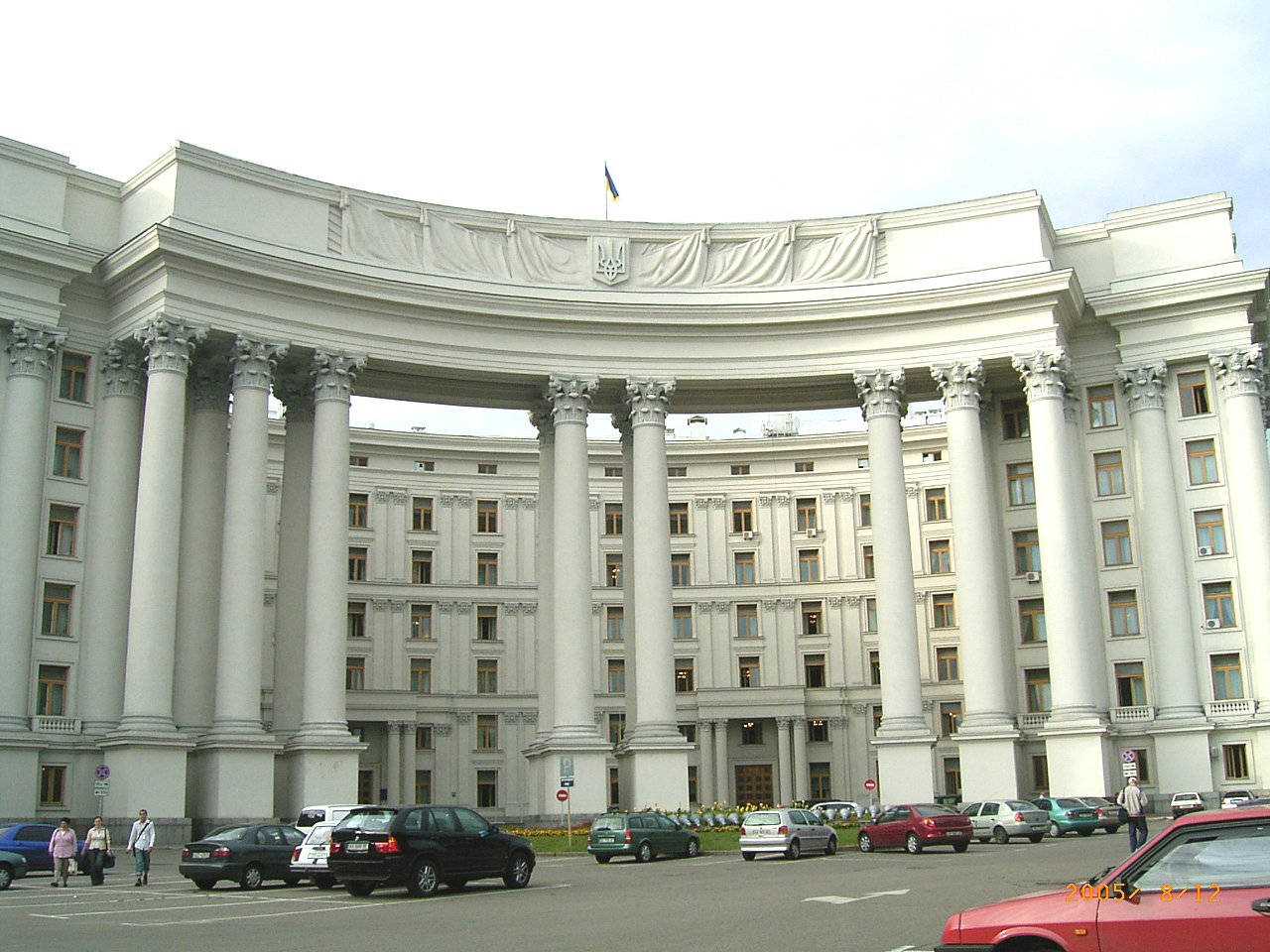
El edificio actual del Ministerio de Asuntos Exteriores de Ucrania, construido como parte de un complejo gubernamental, se ubicó en el territorio del antiguo Monasterio de San Miguel de las Cúpulas Doradas. Sólo se construyó uno de los edificios (en la foto).

En 1934, la capital de la Ucrania soviética se trasladó a Kyiv. Durante los años anteriores, la ciudad era vista únicamente como un centro regional y por lo tanto recibía poca atención. Aparecieron los primeros ejemplos de la arquitectura estalinista y, a la luz de la política oficial, se construyó una nueva ciudad sobre la antigua. Esto significó que ejemplos invaluables como el Monasterio de San Miguel de las Cúpulas Doradas fueran destruidos. Incluso la catedral de Santa Sofía estuvo bajo amenaza.
Sin embargo, la Segunda Guerra Mundial impidió que el proyecto se realizara. Entre las construcciones de Kyiv de antes de la guerra que se conservan se encuentra el edificio del Comité Central del Partido Comunista de Ucrania (actualmente ocupado por el Ministerio de Asuntos Exteriores), sólo el ala norte del edificio fue completado, el ala sur, idéntica y simétrica, que se construiría en el lugar del monasterio destruido para albergar la Rada de Ministros, nunca fue completada.  Otro ejemplo es el edificio de la Verjovna Rada, construido entre 1936 y 1938 por el arquitecto Volodymyr Zabolotny.
Tras la destrucción a gran escala de la Segunda Guerra Mundial, se presentó un nuevo proyecto para la reconstrucción del centro de Kyiv. Esto transformó la avenida Khreshchatyk en uno de los mejores ejemplos del estalinismo en la arquitectura. En 1944 cuando se inició el concurso para elegir un proyecto de reconstrucción se habían elaborado un total de 22 proyectos individuales, pero ninguno de ellos se realizó debido a las numerosas críticas, y finalmente en 1948 el instituto Kyiv Proekt presentó su versión final, dirigida por los arquitectos A. Vlasov y, desde 1949 por Anatoly Dobrovolsky. Durante las siguientes dos décadas, esta figura dominaría todos los grandes proyectos de la capital.
|                    |
| Proyecto rechazado |

|                         |
| Otro proyecto rechazado |

|                |
| Proyecto final |

A pesar de un comienzo entusiasta, que vio la mayoría de los edificios, como la Oficina de Correos, el Ayuntamiento, el elegante pórtico blanco del Conservatorio y los primeros edificios de la Plaza Kalinina, se completaron en 1955 pero las nuevas políticas de arquitectura una vez más detuvieron y dejaron sin realizar el proyecto.

### Otros ejemplos en la Ucrania soviética
- Reconstrucción de Járkov
- Traslado de capital a Kyiv
- DniproHES Zaporiyia

### Período estalinista
- Reconstrucción del centro de Kyiv

### período post-estalinista
- Planes generales urbanos
- Palacio de Deportes de Kyiv, Palacio "Ucrania".

## Ucrania moderna

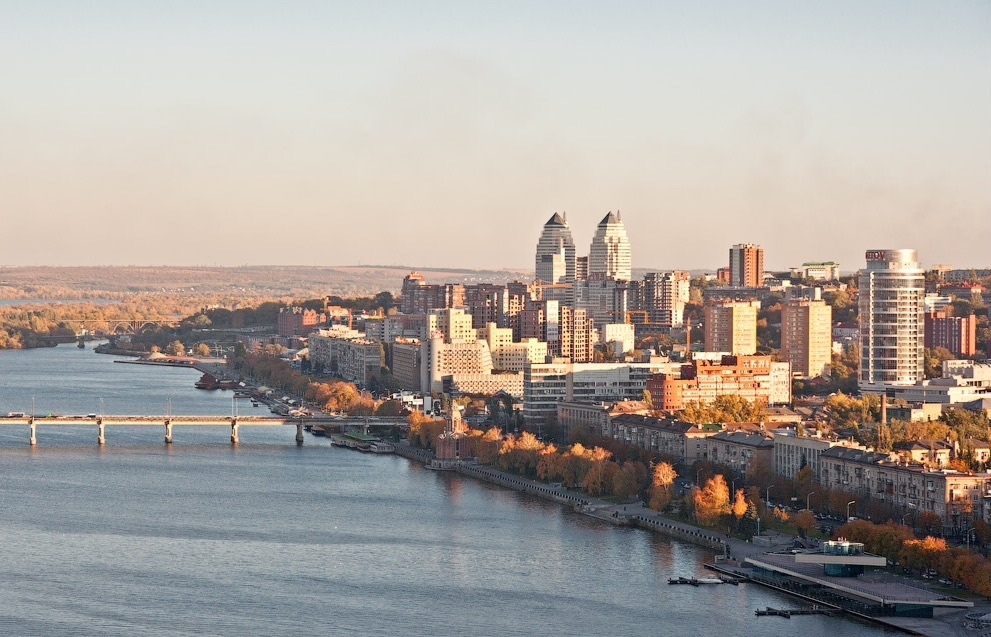
Edificios residenciales en Dnipro

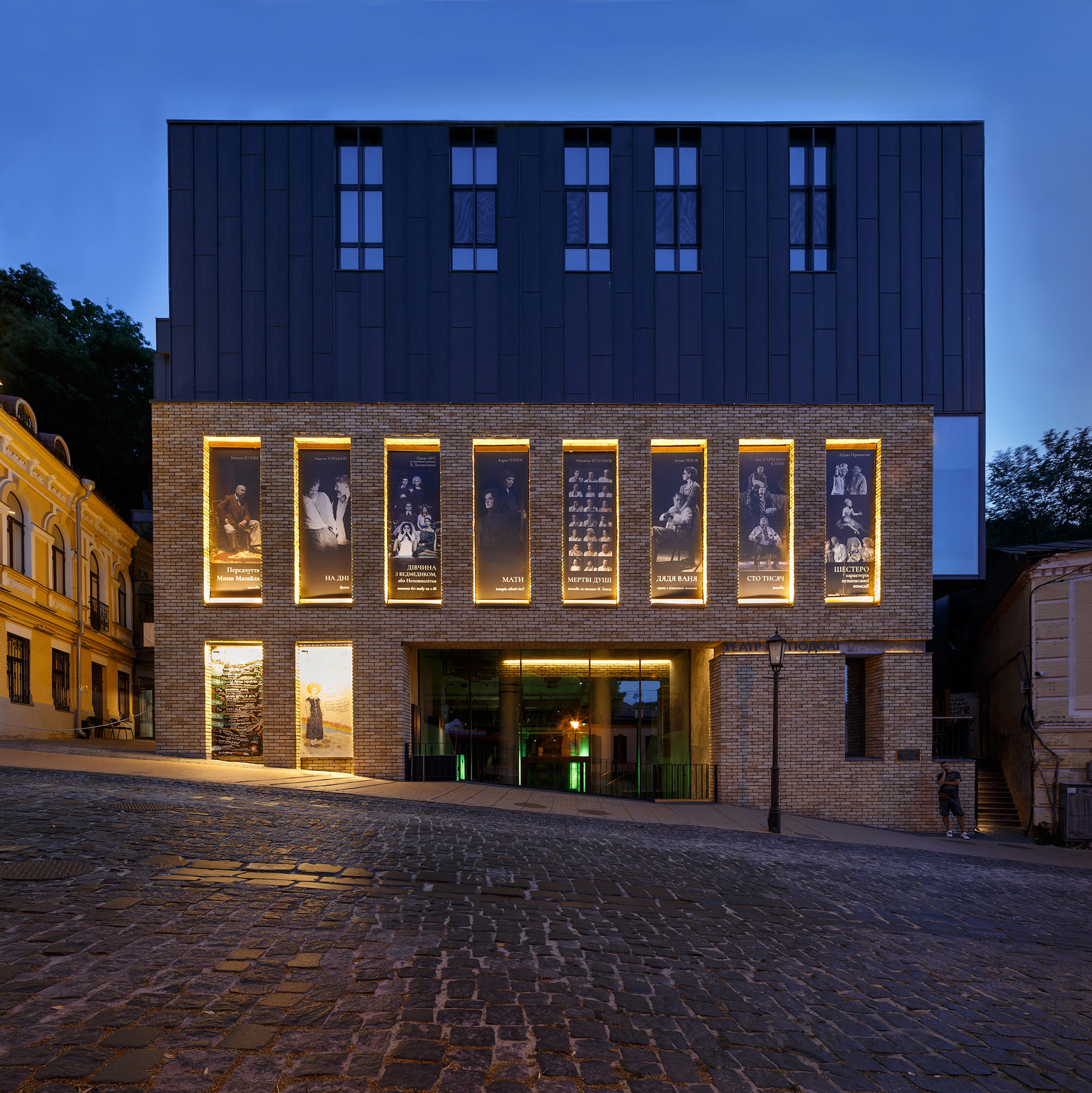
Teatro en Podil, nominado al Premio Mies van der Rohe

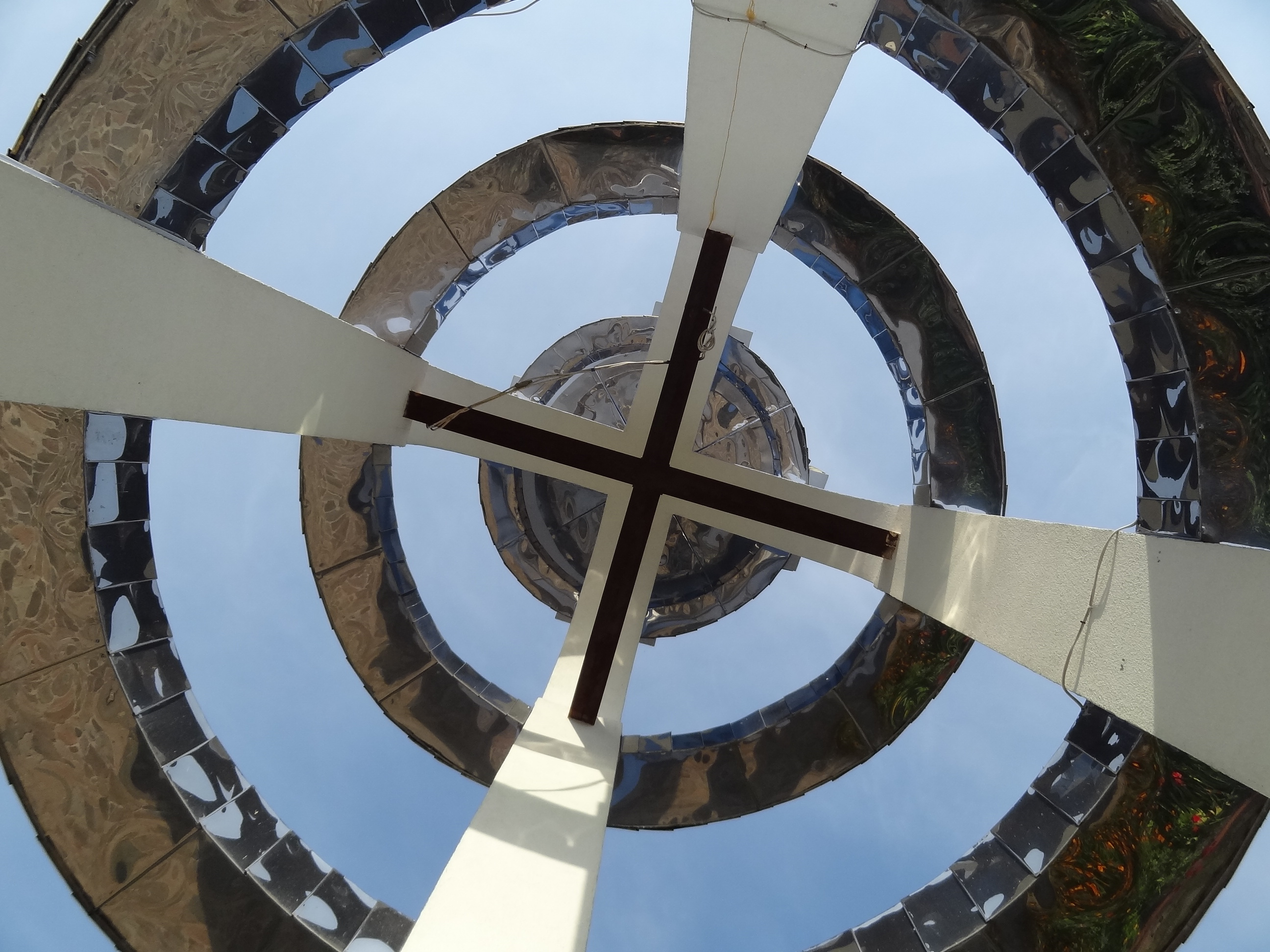
Campanario de Vínnitsa (construido en 1996), vista panorámica - foto de Ivonna Nowicka

El lenguaje de la arquitectura moderna se vuelve más global y pluralista en su propia dirección artística. En las obras de los arquitectos ucranianos se pueden encontrar cada vez más tendencias posmodernistas y de alta tecnología .
Antes de la crisis financiera de 2008, el estilo caprom de la arquitectura posmoderna adquirió relevancia en Ucrania. Caracterizado por una mezcla ecléctica de elementos de la arquitectura clásica, modernista y contemporánea, el estilo a menudo recibe una evaluación negativa de sus contemporáneos, llamándolo "kitsch". 
Un ejemplo de la arquitectura ucraniana moderna es la reconstrucción del Maidan de Nezalezhnosti en el centro de Kyiv en 2001, basada en la plaza Manezhnaya de Moscú.  Durante la construcción se añadieron un centro comercial subterráneo y varios monumentos, entre ellos el Monumento a la Independencia. La reconstrucción fue criticada por el uso de arquitectura pseudohistórica, la reducción del tamaño del espacio público y la eliminación de la fuente ubicada en la plaza.  

## Ejemplos específicos

### Metro

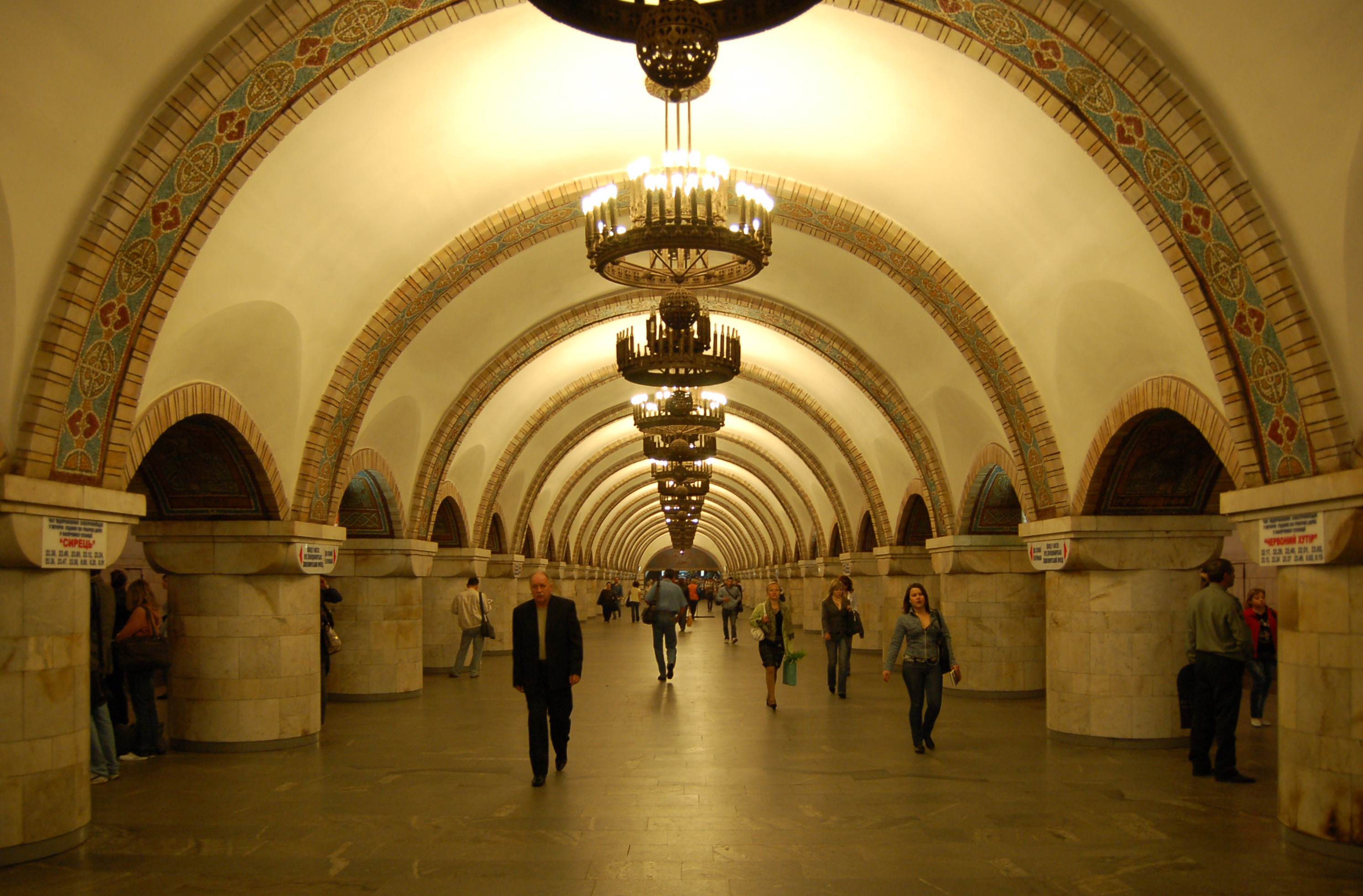
Zoloti Vorota (Metro de Kyiv)

Las tres primeras estaciones construidas por arquitectos ucranianos en realidad no estaban ubicadas en Ucrania. Todas ellas son conocidas bajo el nombre de Kievskaya y están situadas en el Metro de Moscú, debajo de la Terminal Ferroviaria Kiyevsky.
En 1949 comenzó la construcción de la primera etapa del Metro de Kyiv, que se inauguró en 1960. Todas las estaciones están consideradas como monumentos de arquitectura, por su carácter único y auténtico. Sin embargo, las estaciones de finales de los años 60 perderían este elemento ante el cambio de política hacia el utilitarismo.
En 1967 se inició la construcción de la primera etapa del Metro de Járkiv, inaugurado en 1975, al que pronto se unió el Kryvyi Rih Metrotram en 1986 y el Metro de Dnipropetrovsk en 1995.

## Siete maravillas de Ucrania

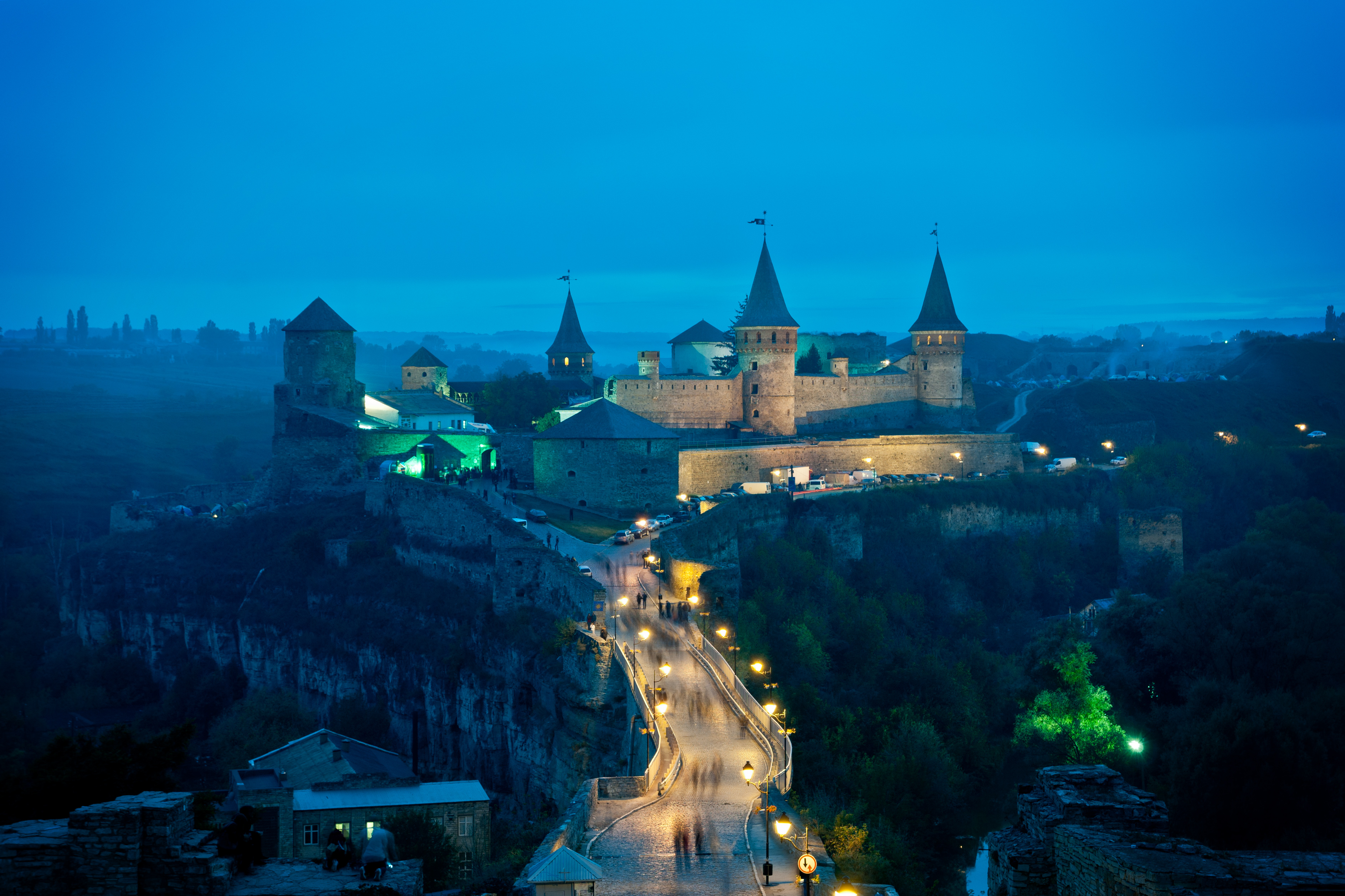
Castillo de Kamianets-Podilskyi - una de las siete maravillas de Ucrania

El 24 de agosto de 2007 se anunciaron las Siete Maravillas de Ucrania. Un proyecto cuyo objetivo principal es dirigir la atención de los medios de comunicación y de los ciudadanos hacia los monumentos históricos y culturales más populares de Ucrania.
En 2008 se llevó a cabo otro proyecto denominado “Siete maravillas naturales de Ucrania”. Se trata de la segunda etapa del proyecto principal “Las Siete Maravillas de Ucrania”, cuyo objetivo principal era el descubrimiento de la historia, la cultura y la arquitectura del país. La segunda etapa se basa en descubrir los principales objetos geológicos como rocas, crestas montañosas, cuevas, lagos, ríos y bosques naturales.
Este proyecto al igual que su predecesor también tiene tres etapas. En primer lugar, después de que cada óblast presentó a sus nominados, 100 de ellos pasaron a la siguiente etapa. En los próximos tres meses se eligieron a 21 ganadores para la etapa final. Y para el Día de la Independencia, el 24 de agosto, los siete finalistas fueron presentados al público.